# 竹林堂本舗
竹林堂本舗（ちくりんどうほんぽ）は、富山県富山市中央通り1丁目5番地2号に所在する和菓子店。有限会社竹林堂により運営されている。

## 概要
1773年に山﨑善次郎により創業。創業当時から甘酒まんじゅうを主力商品とし、富山藩主にも甘酒まんじゅうが献上されたことから、富山を代表する銘菓となっていた。
その後、菓子製造機械の老朽化や職人の不足、さらに2019年新型コロナウイルスの感染拡大による冠婚葬祭の需要減が重なり、2022年4月に休業した。これは創業249年の歴史の中で初めてのことである。再開には大規模改修工事が必要であったが、常連客から復活を求める声が多く寄せられたことなどから、2024年2月6日に店舗を再開した。同時に新たに和スイーツブランド『善次郎』の販売も手掛ける。

## 主な商品

### 甘酒まんじゅう
主力商品。自家製の甘酒を混ぜ合わせゆっくりと発酵させた生地を使用し、甘酒独特の香りや酸味が特長の饅頭である。冠婚葬祭の進物として賞味されている。
毎年6月1日から始まる日枝神社の春季例大祭の山王まつりに合わせて、「朔日饅頭」（ついたちまんじゅう）として販売され、食べると一年を無病息災で過ごせると伝わる縁起物となっている。戦前まではこの日ともなれば「まんじょやまんじょ、一日（ついたち）まんじょ」と町を売り歩く子供の姿もあったという。

### 善次郎
創業250年を機に、創業者・善次郎の名を冠し、世界的パティシエの辻口博啓によって生み出された。
善次郎まんじゅう
甘酒まんじゅうを基にしている。和栗味噌、ショコラ、ピスタチオの3種類。
善次郎 糀フィナンシェ
糀を生地に練り込んだフィナンシェ。抹茶大納言、富山抹茶、プレーンの3種類。